# William Guest
William Franklin Guest (Atlanta, 2 luglio 1941 – Detroit, 24 dicembre 2015) è stato un cantante, cantautore e produttore discografico statunitense, meglio conosciuto per essere stato membro dei Gladys Knight & the Pips.

## Biografia
Guest nacque ad Atlanta, in Georgia, ed era il cugino di Gladys Knight. Dopo il periodo con i Gladys Knight & the Pips, lui e il suo collega Pip Edward Patten formarono la Patten and Guest Productions, e dopo la morte di quest’ultimo, avvenuta nel 2005, continuò a gestire artisti attraverso la Crew Entertainment company che formò con i membri della famiglia di Patten.
Guest morì il 24 dicembre 2015 per insufficienza cardiaca a Detroit, nel Michigan, che era stata la sua casa per cinquanta anni. Aveva 74 anni.

## Riconoscimenti
Guest è stato inserito nella Rock and Roll Hall of Fame con i Gladys Knight & the Pips nel 1996.